# IC 180
IC 180 ist eine linsenförmige Galaxie vom Hubble-Typ SB0(s)a? im Sternbild Widder an der Ekliptik. Sie ist schätzungsweise 224 Millionen Lichtjahre von der Milchstraße entfernt und hat einen Durchmesser von etwa 50.000 Lj.
Im selben Himmelsareal befinden sich u. a. die Galaxien NGC 776, IC 181, IC 189, IC 190.
Das Objekt wurde am 15. Dezember 1892 vom französischen Astronomen Stéphane Javelle entdeckt.